# Ferdinand Moschenross
Ferdinand Moschenross (né à Haguenau le 14 juin 1929 et mort le 13 mai 2008 à Strasbourg) est un homme politique, nationaliste alsacien. 

## De la lutte culturelle à l'engagement politique autonomiste
Libraire de profession, il s’impliqua à partir des années 1960 dans le mouvement autonomiste alsacien et fut un des fondateurs du Mouvement Régionaliste d'Alsace et de Lorraine (MRAL). Candidat aux élections cantonales de 1970 dans le Canton de Strasbourg-4 face à Pierre Pflimlin, il obtint 13,86% des voix. Lors des élections cantonales de septembre 1973, il fut une nouvelle fois candidat du MRAL contre André Bord dans le canton de Strasbourg-7 (Neudorf) et y recueillit 12,40% des voix.
En 1975, il fonde le Front autonomiste de libération, mais il l'abandonna en 1977 pour fonder l'Elsass-Lothringischer Volksbund (ELV). Aux élections cantonales de 1976 et de 1979, ses scores oscillent entre 11 et 14 % des voix.
En 1981, il fondait l’Elsässer Partei, affilié à l'Alliance libre européenne et présentait en 1982 deux candidats aux élections cantonales : Robert Joachim pour le canton de Haguenau (13% des voix) et lui-même pour celui de Strasbourg-4 (3,01 %).

## Agitateur ou précurseur?
Il multiplie les actions symboliques : le 6 janvier 1981, il jette des tracts pendant une séance du conseil général du Bas-Rhin lors de la préparation des cérémonies du tricentenaire du rattachement de Strasbourg à la France et recouvre de 1500 affiches les rues de Strasbourg dénonçant le rattachement à la France. Il recouvre les plaques de rue en français par les anciens noms de rue en alsacien. 
Ferdinand Moschenross a été considéré davantage comme un agitateur que comme un homme politique sérieux. Il utilisait la provocation pour faire passer ses idées auprès de ses concitoyens. Pourtant les plaques de rue bilingue sont désormais diffusées, depuis 2014, par les communes, les conseils départementaux du Bas-Rhin et du Haut-Rhin et le Grand Est. Fondateur ou cofondateur de quatre partis alsaciens autonomistes, Ferdinand Moschenross se retire du combat politique. Une plus jeune génération le reprend dès 2009, en créant le parti autonomiste alsacien Unser Land qui réalise aux élections un pourcentage de voix oscillant entre 3 et 12 %, ce qui le rapproche des résultats de Ferdinand Moschenross.
Sur le plan européen, Ferdinand Moschenross voulait unir les partis régionalistes pour créer une véritable fédération européenne. Il soutient la création du groupe parlementaire européen l'Alliance libre européen qui existe toujours (12 députés européens, 25 partis régionalistes et 5 partis observateurs). Ferdinand Moschenross défend l'union des partis régionalistes de France, La Fédération Régions et peuples solidaires en 1994 et soutient son premier président l'autonomiste corse Max Simeoni. Cette organisation existe toujours et regroupe actuellement 14 partis régionalistes ou autonomistes, dont Unser Land. Cinq députés élus en 2017 à l'assemblée nationale se réclament de la fédération.

## De l'autonomisme à l'anti-impérialisme
Pendant ses dernières années , il représentait l’Alsace à l'Union fédérale des nationalités européennes (UFCE-FUEVA) et soutenait les campagnes de Mohammed Latrèche, chef du Parti des musulmans de France, en faveur du peuple palestinien et contre la guerre en Irak. Il part en Irak pour être bouclier humain et empêcher ainsi les bombardements américains.
Il se déclarait autonomiste, mais pas séparatiste.